# Goniothalamus maewongensis
Goniothalamus maewongensis är en kirimojaväxtart som beskrevs av Richard M.K. Saunders och Chalermglin. Goniothalamus maewongensis ingår i släktet Goniothalamus och familjen kirimojaväxter. Inga underarter finns listade i Catalogue of Life.